# Младен Ђорђевић (кошаркаш)
Младен Ђорђевић (Београд, 2. март 1994) српски је кошаркаш. Игра на позицији плејмејкера.

## Биографија
Ђорђевић је прошао млађе категорије Партизана, са којим је два пута заредом освајао Јуниорску лиге Србије (2011/12, 2012/13). Прикључен је првом тиму Партизана у завршници сезоне 2012/13. код тренера Душка Вујошевића. Наступио је на три утакмице Суперлиге Србије, коју су црно-бели освојили. Незадовољан статусом у Партизану, Ђорђевић током лета 2013. раскида уговор са клубом и прелази у новосадску Меридиану. Одиграо је осам мечева за Меридиану на почетку сезоне 2013/14. у Кошаркашкој лиги Србије, након чега је остатак сезоне провео у Црнокоси из Косјерића, са којом је наступао у истом рангу такмичења. У сезони 2014/15. је наступао за Тамиш. Од 2015. до 2018. године је играо колеџ кошарку на универзитету Сан Франциско.
Наступао за млађе селекције Србије. Са репрезентацијом до 16 година је наступио на Европском првенству 2010. где је освојено 10. место. Са репрезентацијом до 20 година је наступио на два Европска првенства, прво 2014. где је освојено 13. место, а потом и наредне 2015. године када је освојио бронзану медаљу.

## Успеси

### Клупски
- Партизан:
  - Првенство Србије (1) : 2012/13.

### Репрезентативни
- Европско првенство до 20 година:  2014.